# Calla
Calla é um género de plantas com flor pertencente à família Araceae. O género é monotípico, contendo apenas a espécie Calla palustris.

## Classificação lineana do género
Na classificação taxonómica de Jussieu (1789), Calla é um género  botânico,  ordem Aroideae,  classe Monocotyledones com estames hipogínicos.
| Sistema | Classificação                      | Referência               |
| ------- | ---------------------------------- | ------------------------ |
| Linné   | Classe Gynandria, ordem Polyandria | Species plantarum (1753) |